# Albert Dietrich
Albert Dietrich (Meissen, 28 de agosto de 1829 – Berlín, 20 de noviembre de 1908) fue un compositor y director de orquesta alemán. 

## Biografía
Discípulo de Ernst Julius Otto, en Dresde, y más tarde de Julius Rietz y Moritz Hauptmann, en Leipzig, el 1855 fue director de conciertos en Bonn y maestro de capilla en Bonn, Oldenburg, Colonia y Leipzig (1861). El 1890, becado por el Estado, se trasladó a Berlín, donde fue admitido en la Academia de la Música de aquella capital y, en 1899, nombrado profesor de la Corte, donde tuvo entre otros alumnos distinguidos a Ernst Eduard Taubert.
En 1851 Dietrich fue a Dusseldorf y se convirtió en alumno de Robert Schumann. Por este motivo, Schumann le dedicó en 1853 la composición Märchenerzählungen (Cuentos de hadas), Op. 132. Dietrich pertenecía al círculo más cercano de amigos de Clara Schumann, Joseph Joachim y Johannes Brahms y experimentó de cerca el colapso mental de Robert Schumann. En este círculo se encontró con su futura esposa Clara Emilie (* 1834), hija del pintor Karl Ferdinand, con la que se casó en 1859 en Bonn. Schumann, Brahms y Dietrich compusieron juntos en 1853 para su amigo Joachim una sonata para violín titulada "Libre pero solitario" (el lema de vida del joven Joseph Joachim). Esto contribuyó a que el nombre de Dietrich no fuera olvidado por completo. Junto con Brahms, Joachim y otros, fue uno de los que le dieron a Schumann su última compañía después de su prematura muerte en 1856.
Entre sus composiciones hay una Sinfonía en re menor, la apertura Normannenfahrt, un concierto de violín y muchas composiciones corales orquestales, todo ello con tendencia a imitar el estilo de Robert Schumann. Su ópera Robin Hood se estrenó con mucho éxito en Frankfurt del Main (1879); una segunda, Das Sonntagskind, se estrenó en Bremen (1886). Además publicó: Erinnerungen an Johannes Brahms, serie de cartas, casi todas de su juventud (2ª ed., Leipzig, 1899); conciertos para violín, un trío, algunos lieder y obras para piano.

## Obra
- Música de cámara
  - Primer movimiento de la Sonata F-A-E ("Libre pero solitario") para violín y piano en la menor (la sonata fue una composición conjunta con Schumann y Brahms), 1853
  - Trío para piano, violín y violonchelo n.º 1 en do menor, Op. 9
  - Trío para piano, violín y violonchelo n.º 2 en la mayor, Op. 14
  - Sonata para violonchelo y piano en do mayor, Op. 15
- Música de piano
  - Piezas para piano, Op. 6
  - Sonata para piano a cuatro manos en sol mayor, Op. 19
- Conciertos
  - Pieza de concierto para trompa y orquesta en fa mayor, Op. 27
  - Concierto para violín y orquesta en re menor, Op. 30
  - Concierto para violonchelo y orquesta en sol menor, Op. 32
- Obras orquestales
  - Sinfonía en re menor, Op. 20
  - Obertura en do mayor, Op. 35 (1882)
- Obra dramática
  - Robin Hood, Op. 34; ópera en tres actos (interpretación en el Teatro Erfurt del 20 de marzo de 2011)
  - Cymbeline, Op. 38; música escénica para el drama de Shakespeare (alrededor de 1880)
  - El niño del domingo; ópera
  - La novia de Liebenstein; escena dramática para soli, coro y orquesta.
- Obras corales
  - Seis canciones para coro mixto, Op. 21
  - Canción escocesa
  - Nachglück
  - Impulso de la primavera
  - Sonido de la noche
  - Jagdlied (Canción de caza)
  - Sueño, miento donde saltan las flores.